# 牧野毅
牧野 毅（まきの つよし、1845年5月（弘化元年4月） - 1894年（明治27年）9月1日）は、日本の陸軍軍人。陸軍少将、正四位勲三等。大阪砲兵工廠提理。近代日本の砲兵術・製鉄事業の先駆けの一人。

## 経歴
信州松代藩士大島規保の次男として生まれる。その後同藩士牧野大右衛門の養子となる。幼名は良平、後毅に改める。若くして佐久間象山に砲術を学び、その後江戸に出て開成所教授川本幸民より蘭学を、また海軍操練所において洋算を、幕府の大通辯福地櫻痴について佛学を修めた。明治元年（1868年）、戊辰戦争に従軍し、軍功を挙げた。
維新後は兵部省權大録となり明治5年（1872年）、陸軍大尉に任官。後に陸軍少将にまで昇進した。1874年（明治7年）、参謀局勤務を命ぜられ、品川、横須賀、山陰、山陽、北陸、西海諸道の海岸防衛策の策定に従事した。この間、東京湾の海堡（台場）の建設にも参画している。
1877年（明治10年）の西南戦争には第三旅団参謀を命ぜられ、反乱軍討伐に従事した。
1879年（明治12年）、大阪砲兵工廠提理に任ぜられた。当時の砲弾は佛式4斤砲で命中精度があまり良くなかった。しかし新式の鋼製砲を国産するにはまだその技術が未熟であったが、日本には江戸時代より豊富な銅を産出することを勘案し、新に15cm熕銅砲と7cm熕銅山砲の開発に努力し、1883年（明治16年）に完成した。その後1884年（明治17年）に強化鋳鉄を使用した海岸砲の開発に着手、1887年（明治20年）に28cm榴弾砲を完成した  。
1890年（明治23年）9月、大阪砲兵工廠提理を辞してより、年来の主張である製鉄工業の必要性を説いた。その結果、1892年（明治25年）6月、農商務大臣の要請により、海軍大技監・原田宗助、工科大学教授・野呂景義などとともに製鋼事業調査委員に任命された。調査の結果は同年9月に農商務大臣に報告された。その後政府による検討を経て1893年（明治26年）8月、農商務次官斎藤修一郎を委員長とする26名の委員からなる製鉄事業調査会の委員に任命された。これらの調査を通じ、後の官営八幡製鉄所の設立に寄与することとなったが、志半ばにして1894年（明治27年）9月病没した。
子に、官営八幡製鐵所研究課長を務めた牧野立がいる。

## 年譜
- 弘化1年4月 信州松代藩士大島規保の次男として出生。後同藩士牧野大右衛門の養子となる。
- 明治4年8月 兵部省出仕。兵部権大録。
- 明治5年2月 陸軍大尉
  - 7月 陸軍少佐
  - 8月 陸軍参謀局勤務
- 明治7年12月 黒田久孝とともに「東京湾防御案」を建議
- 明治10年2月13日 参謀局第二課長 兼諜報提理として神戸の征討参謀部へ出立
  - 3月5日 別動第二旅団参謀に転ず[9]
  - 3月12日 高瀬にて山縣参軍に謁す
  - 3月14日 第三旅団参謀を拝命し、翌日、鍋田にて参謀長揖斐大佐とともに被弾するも無傷
  - 3月20日 岩村から菰田村、焼米村、山伏峠と進軍し、山鹿に至り敵塁を攻撃する
  - 3月30日 隈府に迫らんとして敵部隊の挟撃に遇い、新町の防御線に退く
  - 4月1日 旅団長密使として本営に赴く　3日、大山少将来訪　鳥巣攻撃の議決す
  - 4月5日 鳥巣攻撃

- 明治11年1月 砲兵会議議員・砲兵本廠検査局長 兼同廠副提理参謀局出仕
  - 3月 陸軍中佐
  - 6月 砲兵本廠提理代理・陸軍省海岸防御取調委員[10]
- 明治12年3月 砲兵支廠提理　　
  - 10月 大阪砲兵工廠提理（明治23年9月まで）。兼砲兵第二方面提理（明治18年1月まで）。
- 明治15年2月 陸軍大佐
- 明治22年7月 伊太利国皇帝より贈られた王冠勲二等勲章を受領し、佩用することを賞勲局より認められる[11]
- 明治23年9月 陸軍少将
  - 10月 要塞砲兵監
- 明治24年6月 兼砲兵会議議長[12]
- 明治25年6月 農商務省　製鋼事業調査委員
- 明治26年8月 同製鉄事業調査委員
- 明治27年3月 明治天皇結婚満２５年御式典に夫妻で招待される[13]
- 明治27年7月 兼臨時東京湾守備隊司令官（8月被免・休職）[14]
- 明治27年8月 目下病気危篤殆ント快復之目途無之ニ付特旨ヲ以テ被進位一階被叙正四位度謹テ奏ス[15]
- 明治27年9月 病没

## 栄典・授章・授賞
位階
- 1874年（明治7年）2月18日 - 従六位[16]
- 1890年（明治23年）10月8日 - 従四位[17]

勲章等
- 1885年（明治18年）4月7日 - 勲三等旭日中綬章[18]

## 著作
- 牧野毅編『感情歌百首』1891年。